# 崔維斯·特萊斯
崔維斯·拉马尔·特萊斯二世（1993年1月22日—）為美國男子籃球運動員，現效力於中国男子篮球职业联赛北京控股。
特萊斯的母親曾是田徑運動員，在高四時懷了特萊斯，父親曾是籃球運動員，之後成為籃球教練，在特萊斯的高中母校執教。
2021年7月，伊拉瓦拉老鷹簽下特萊斯。2021年9月，由於特萊斯未接種COVID-19疫苗與伊拉瓦拉老鷹解除合作關係。2021年10月，特萊斯加入弗羅茨瓦夫。2022年2月，特萊斯小四歲的弟弟德米特里克加入弗羅茨瓦夫。2022年5月，特萊斯兄弟檔攜手助隊奪下波蘭籃球甲級聯賽總冠軍，哥哥獲選總冠軍賽MVP。
2022年6月，特萊斯加盟武康穆尔西亚。2023年4月，特萊斯加入烏馬考灰熊。2023年8月，特萊斯與中国男子篮球职业联赛新疆广汇完成簽約。2024年3月，特萊斯加入卡瓜斯克里奧人。2024年4月，新疆广汇取消註冊特萊斯，特萊斯代表新疆广汇出賽38場，場均可貢獻11.5分、2.2籃板、5助攻。2024年7月，特萊斯獲選波多黎各職業籃球聯賽年度MVP。2024年8月，特萊斯帶領卡瓜斯克里奧人奪下波多黎各職業籃球聯賽總冠軍，個人拿下總冠軍賽MVP。2024年9月，特萊斯加盟北京控股。

## 外部連結
- 崔維斯·特萊斯在fiba.basketball（英语）
- 崔維斯·特萊斯在NBA G聯盟（英语）
- 崔維斯·特萊斯在歐洲籃球聯賽（英语）
- 崔維斯·特萊斯在西班牙篮球甲级联赛（球員）（西班牙语）
- 崔維斯·特萊斯在土耳其籃球超級聯賽（英语）
- 崔維斯·特萊斯在義大利籃球聯賽（意大利语）
- 崔維斯·特萊斯在中国男子篮球职业联赛
- 崔維斯·特萊斯在Basketball-Reference.com（NBA）（英语）
- 崔維斯·特萊斯在Basketball-Reference.com（NBA G聯盟）（英语）
- 崔維斯·特萊斯在Basketball-Reference.com（國際）（英语）
- 崔維斯·特萊斯在Sports-Reference.com（NCAA）（英语）
- 崔維斯·特萊斯在Eurobasket.com（球員）（英语）
- 崔維斯·特萊斯在Proballers（英语）
- 崔維斯·特萊斯在RealGM（英语）
- 崔維斯·特萊斯在中国篮球数据库
- 崔維斯·特萊斯在Flashscore（英语）